# Union Sportive Valenciennes-Anzin 1972-1973
Questa voce raccoglie le informazioni riguardanti l'Union Sportive Valenciennes-Anzin nelle competizioni ufficiali della stagione 1972-1973.

## Rosa
Lo sponsor tecnico per la stagione 1977-1978 è Le Coq Sportif.
| Manica sinistra · Manica sinistra · Maglietta · Maglietta · Manica destra · Manica destra · Pantaloncini · Pantaloncini · Calzettoni |

| N. |                       | Ruolo | Calciatore             |
| -- | --------------------- | ----- | ---------------------- |
|    | Francia (bandiera)    | P     | Dominique Dropsy       |
|    | Francia (bandiera)    | P     | Jean-Marie Lawniczak   |
|    | Francia (bandiera)    | D     | Claude Coumba          |
|    | Francia (bandiera)    | D     | Jacky Duguépéroux      |
|    | Francia (bandiera)    | D     | Antoine Garceran       |
|    | Francia (bandiera)    | D     | Daniel Jolis           |
|    | Francia (bandiera)    | D     | Michel Joly            |
|    | Francia (bandiera)    | D     | Jean-Pierre Kuskowiak  |
|    | Haiti (bandiera)      | D     | Wilner Nazaire         |
|    | Francia (bandiera)    | C     | Christian Copin        |
|    | Francia (bandiera)    | C     | André Coustillet       |
|    | Francia (bandiera)    | C     | Dominique Gaudry       |
|    | Jugoslavia (bandiera) | C     | Slobodan Milosavljevic |

| N. |                           | Ruolo | Calciatore          |
| -- | ------------------------- | ----- | ------------------- |
|    | Francia (bandiera)        | C     | Pierre Neubert      |
|    | Francia (bandiera)        | C     | Gérard Verstraete   |
|    | Polonia (bandiera)        | C     | Erwin Wilczek       |
|    | Francia (bandiera)        | A     | Félix Burdino       |
|    | Francia (bandiera)        | A     | Jean-Marc Giachetti |
|    | Francia (bandiera)        | A     | Maurice Hardouin    |
|    | Francia (bandiera)        | A     | Patrick Jeskowiak   |
|    | Germania Ovest (bandiera) | A     | Harald Klose        |
|    | Francia (bandiera)        | A     | Didier Six          |
|    | Francia (bandiera)        | A     | Michel Watteau      |
|    | Camerun (bandiera)        | A     | Joseph Yegba Maya   |
|    | Francia (bandiera)        | A     | Bruno Zaremba       |